# Vadu Crișului
Vadu Crișului là một xã thuộc hạt Bihor, România. Dân số thời điểm năm 2002 là 4394 người.